# Croazia ai Giochi della XXIX Olimpiade
La Croazia ha partecipato ai Giochi della XXIX Olimpiade di Pechino, svoltisi dall'8 al 24 agosto 2008, con una delegazione di 99 atleti.

## Medaglie
| Medaglia | Atleta          | Sport            | Evento                                 |
| -------- | --------------- | ---------------- | -------------------------------------- |
| Argento  | Filip Ude       | Ginnastica       | Cavallo maschile                       |
| Argento  | Blanka Vlašić   | Atletica leggera | Salto in alto femminile                |
| Bronzo   | Snježana Pejčić | Tiro             | Carabina 10 m aria compressa femminile |
| Bronzo   | Sandra Šarić    | Taekwondo        | 67 kg femminile                        |
| Bronzo   | Martina Zubčić  | Taekwondo        | 57 kg femminile                        |

## Atletica leggera
| Gara           | Atleta          | Batterie | Batterie | Quarti | Quarti | Semifinali | Semifinali | Finale | Finale |
| Gara           | Atleta          | Tempo    | Pos.     | Tempo  | Pos.   | Tempo      | Pos.       | Tempo  | Pos.   |
| -------------- | --------------- | -------- | -------- | ------ | ------ | ---------- | ---------- | ------ | ------ |
| 110 m ostacoli | Jurica Grabušić | 14"18    | 7        |        |        |            |            |        |        |

| Gara                | Atleta             | Qualificazioni | Qualificazioni | Finale  | Finale |
| Gara                | Atleta             | Misura         | Pos.           | Misura  | Pos.   |
| ------------------- | ------------------ | -------------- | -------------- | ------- | ------ |
| Getto del peso      | Nedžad Mulabegović | 19,35 m        | 29             |         |        |
| Lancio del disco    | Martin Marić       | 59,25 m        | 29             |         |        |
| Lancio del martello | András Haklits     | 77,12 m        | 4              | 76,58 m | 8      |

| Gara           | Atleta          | Batterie                        | Batterie                        | Semifinali | Semifinali | Finale | Finale |
| Gara           | Atleta          | Tempo                           | Pos.                            | Tempo      | Pos.       | Tempo  | Pos.   |
| -------------- | --------------- | ------------------------------- | ------------------------------- | ---------- | ---------- | ------ | ------ |
| 800 m          | Vanja Perišić   | 2'06"82 squalificata per doping | 2'06"82 squalificata per doping |            |            |        |        |
| 400 m ostacoli | Nikolina Horvat | 56"56                           | 6                               |            |            |        |        |

| Gara                | Atleta           | Qualificazioni | Qualificazioni | Finale | Finale  |
| Gara                | Atleta           | Misura         | Pos.           | Misura | Pos.    |
| ------------------- | ---------------- | -------------- | -------------- | ------ | ------- |
| Salto in alto       | Blanka Vlašić    | 1,93 m         | 6              | 2,05 m | Argento |
| Lancio del disco    | Vera Begić       | 58,50 m        | 22             |        |         |
| Lancio del martello | Ivana Brkljačić  | 68,38 m        | 16             |        |         |
| Lancio del martello | Sanja Gavrilović | 60,55 m        | 45             |        |         |

## Canoa/kayak
| Gara      | Atleta        | Batterie | Batterie | Semifinali | Semifinali | Finale   | Finale |
| Gara      | Atleta        | Tempo    | Pos.     | Tempo      | Pos.       | Tempo    | Pos.   |
| --------- | ------------- | -------- | -------- | ---------- | ---------- | -------- | ------ |
| K1 500 m  | Stjepan Janić | 1'37"724 | 3        | 1'41"689   | 1          | 1'38"719 | 9      |
| K1 1000 m | Stjepan Janić | 3'31"369 | 2        | 3'33"942   | 2          | 3'30"495 | 7      |

| Gara        | Atleta          | Preliminari | Preliminari | Preliminari | Preliminari | Semifinali | Semifinali | Finale | Finale | Finale | Finale |
| Gara        | Atleta          | Manche 1    | Manche 2    | Totale      | Pos.        | Tempo      | Pos.       | Tempo  | Pos.   | Totale | Pos.   |
| ----------- | --------------- | ----------- | ----------- | ----------- | ----------- | ---------- | ---------- | ------ | ------ | ------ | ------ |
| C1 maschile | Emir Mujčinović | 95"41       | 93"90       | 189"31      | 15          |            |            |        |        |        |        |

## Canottaggio
| Gara        | Atleta                     | Batterie | Batterie | Quarti/ Ripescaggi | Quarti/ Ripescaggi | Semifinali | Semifinali | Finale                 | Finale                 |
| Gara        | Atleta                     | Tempo    | Pos.     | Tempo              | Pos.               | Tempo      | Pos.       | Tempo                  | Pos.                   |
| ----------- | -------------------------- | -------- | -------- | ------------------ | ------------------ | ---------- | ---------- | ---------------------- | ---------------------- |
| 2 senza     | Siniša Skelin Nikša Skelin | 7'16"35  | 4        | 6'38"30            | 2                  | 7'14"50    | 6          | 7'12"19                | 6 (finale B)           |
| 2 di coppia | Ante Kušurin Mario Vekić   | 6'27"38  | 2        | bye                | bye                | 6'24"89    | 4          | non partiti (finale B) | non partiti (finale B) |

## Ciclismo

### Su strada
| Gara                    | Atleta              | Tempo        | Posizione    |
| ----------------------- | ------------------- | ------------ | ------------ |
| Corsa in linea maschile | Radoslav Rogina     | 6h 26'17"    | 25           |
| Corsa in linea maschile | Matija Kvasina      | 6h 34'26"    | 56           |
| Corsa in linea maschile | Vladimir Miholjević | non concluso | non concluso |
| Cronometro maschile     | Matija Kvasina      | 1h 09'06"    | 38           |

## Ginnastica

### Ginnastica artistica
| Gara                     | Atleta     | Volteggio | Corpo libero | Cavallo con maniglie | Anelli | Parallele | Sbarra | Trave  | Totale | Posizione | Finali  |
| ------------------------ | ---------- | --------- | ------------ | -------------------- | ------ | --------- | ------ | ------ | ------ | --------- | ------- |
| Qualificazioni maschili  | Filip Ude  | -         | 14,775       | 15,475               | -      | -         | -      |        | 30,250 | 87        | cavallo |
| Qualificazioni femminili | Tina Erceg | 13,650    | 13,700       |                      |        | 11,825    |        | 14,075 | 53,250 | 57        | nessuna |

| Gara             | Atleta    | Punteggio | Posizione |
| ---------------- | --------- | --------- | --------- |
| Cavallo maschile | Filip Ude | 15,725    | Argento   |

## Nuoto
| Gara                    | Atleta                                                   | Batterie | Batterie | Semifinali | Semifinali | Finale | Finale |
| Gara                    | Atleta                                                   | Tempo    | Pos.     | Tempo      | Pos.       | Tempo  | Pos.   |
| ----------------------- | -------------------------------------------------------- | -------- | -------- | ---------- | ---------- | ------ | ------ |
| 50 m stile libero       | Duje Draganja                                            | 22"05    | 12       | 21"85      | 10         |        |        |
| 100 m stile libero      | Duje Draganja                                            | 49"49    | 34       |            |            |        |        |
| 200 m stile libero      | Dominik Straga                                           | 1'49"63  | 37       |            |            |        |        |
| 100 m dorso             | Marko Strahija                                           | 55"89    | 34       |            |            |        |        |
| 100 m dorso             | Gordan Kožulj                                            | 55"05    | 24       |            |            |        |        |
| 200 m dorso             | Gordan Kožulj                                            | 1'57"81  | 8        | 1'59"22    | 14         |        |        |
| 100 m rana              | Vanja Rogulj                                             | 1'02"42  | 42       |            |            |        |        |
| 100 m farfalla          | Mario Todorović                                          | 52"26    | 20       |            |            |        |        |
| 100 m farfalla          | Alexei Puninski                                          | 53"65    | 47       |            |            |        |        |
| 200 m farfalla          | Nikša Roki                                               | 1'59"58  | 31       |            |            |        |        |
| 200 m misti             | Saša Imprić                                              | 2'01"83  | 29       |            |            |        |        |
| 400 m misti             | Nikša Roki                                               |          |          | 4'22"44    | 23         |        |        |
| Staffetta 4x100 m misti | Gordan Kožulj Vanja Rogulj Mario Todorović Duje Draganja |          |          | 3'37"69    | 12         |        |        |

| Gara               | Atleta             | Batterie | Batterie | Semifinali | Semifinali | Finale | Finale |
| Gara               | Atleta             | Tempo    | Pos.     | Tempo      | Pos.       | Tempo  | Pos.   |
| ------------------ | ------------------ | -------- | -------- | ---------- | ---------- | ------ | ------ |
| 50 m stile libero  | Monika Babok       | 26"84    | 39       |            |            |        |        |
| 200 m stile libero | Anja Trišić        | 2'03"57  | 42       |            |            |        |        |
| 100 m dorso        | Sanja Jovanović    | 1'01"30  | 22       |            |            |        |        |
| 200 m dorso        | Sanja Jovanović    | 2'15"57  | 31       |            |            |        |        |
| 100 m rana         | Smiljana Marinović | 1'10"94  | 33       |            |            |        |        |
| 200 m rana         | Smiljana Marinović | 2'32"80  | 34       |            |            |        |        |

## Pallacanestro

### Torneo maschile
La nazionale croata si è qualificata per i Giochi nel torneo preolimpico mondiale.

#### Prima fase
| Data      | Ora locale | Squadra   | Punteggio | Squadra  | Referto |
| --------- | ---------- | --------- | --------- | -------- | ------- |
| 10 agosto | 20:00      | Australia | 82 - 97   | Croazia  | ref     |
| 12 agosto | 11:15      | Croazia   | 85 - 78   | Russia   | ref     |
| 14 agosto | 22:15      | Argentina | 77 - 53   | Croazia  | ref     |
| 16 agosto | 14:30      | Croazia   | 73 - 86   | Lituania | ref     |
| 18 agosto | 09:00      | Iran      | 57 - 91   | Croazia  | ref     |

| Squadra   | P | V | P | PF  | PS  | Diff. |
| --------- | - | - | - | --- | --- | ----- |
| Lituania  | 9 | 4 | 1 | 425 | 400 | +25   |
| Argentina | 9 | 4 | 1 | 334 | 282 | +64   |
| Croazia   | 8 | 3 | 2 | 399 | 380 | +19   |
| Australia | 8 | 3 | 2 | 457 | 405 | +52   |
| Russia    | 6 | 1 | 4 | 387 | 406 | -19   |
| Iran      | 5 | 0 | 5 | 323 | 464 | -141  |

#### Seconda fase
Quarti di finale
| Arbitri: | Nikolaos Zavlanos Petr Sudek Luigi Lamonica |

|                      |          |                   |
| P. Gasol 20          | Punti    | 15 Banić          |
| Calderón, P. Gasol 2 | Assist   | 2 Kus, Nicević    |
| P. Gasol 10          | Rimbalzi | Banić, Planinić 5 |

## Pallamano

### Torneo maschile
La nazionale croata si è qualificata per i Giochi nel terzo torneo preolimpico.

#### Squadra
La squadra era formata da:
- Mirko Alilović
- Mirza Džomba
- Ljubo Vukić
- Igor Vori
- Ivano Balić
- Renato Sulić
- Drago Vuković
- Tonči Valčić
- Domagoj Duvnjak
- Petar Metličić
- Blaženko Lacković
- Venio Losert
- Goran Šprem
- Zlatko Horvat
- Davor Dominiković

#### Prima fase
| Arbitro: | Lemme (GER), Ullrich (GER) |

|                    |           |          |
| Lackovic, Dzomba 5 | Marcatori | Garcia 8 |

| Arbitro: | Gjeding (DAN), Hansen (DAN) |

|                |           |          |
| Ertel, Souza 3 | Marcatori | Dzomba 7 |

| Arbitro: | Chernega (RUS), Paladenko (RUS) |

|            |           |          |
| Gille B. 7 | Marcatori | Dzomba 5 |

| Arbitro: | Gjeding (DEN), Hansen (DEN) |

|          |           |              |
| Dzomba 7 | Marcatori | Tluczynski 7 |

| Arbitro: | Karbas-Chi (IRI), Kolahdouzan (IRI) |

|         |           |       |
| Sprem 8 | Marcatori | Hao 6 |

| Squadra    | Giocate | Vinte | Pareggiate | Perse | Gol fatti | Gol subiti | Differenza reti | Punti |
| ---------- | ------- | ----- | ---------- | ----- | --------- | ---------- | --------------- | ----- |
| 1. Francia | 5       | 4     | 1          | 0     | 148       | 115        | 33              | 9     |
| 2. Polonia | 5       | 3     | 1          | 1     | 147       | 128        | 19              | 7     |
| 3. Croazia | 5       | 3     | 0          | 2     | 140       | 115        | 25              | 6     |
| 4. Spagna  | 5       | 3     | 0          | 2     | 152       | 145        | 7               | 6     |
| 5. Brasile | 5       | 1     | 0          | 4     | 129       | 153        | -24             | 2     |
| 6. Cina    | 5       | 0     | 0          | 5     | 104       | 164        | -64             | 0     |

#### Seconda fase
Quarti di finale
| Arbitro: | Breto (ESP), Huelin (ESP) |

|                |           |         |
| Christiansen 6 | Marcatori | Sprem 7 |

Semifinale
| Arbitro: | Chernega, Poladenko (RUS) |

|                    |           |                 |
| Burdet, Narcisse 6 | Marcatori | Horvat, Sprem 5 |

Finale per il bronzo
| Arbitro: | Din (ROU), Dinu (ROU) |

|           |           |                  |
| Duvnjak 7 | Marcatori | Garcia, Prieto 7 |

## Pallanuoto

### Torneo maschile
La nazionale croata si è qualificata per i Giochi come campione del mondo 2007.

#### Prima fase
| Data      | Ora locale | Partita     | Partita | Partita  |
| --------- | ---------- | ----------- | ------- | -------- |
| 10 agosto | 15:20      | Croazia     | 11 - 7  | Italia   |
| 12 agosto | 15:20      | Croazia     | 11 - 8  | Serbia   |
| 14 agosto | 09:30      | Croazia     | 13 - 5  | Germania |
| 16 agosto | 12:10      | Stati Uniti | 7 - 5   | Croazia  |
| 18 agosto | 16:40      | Croazia     | 16 - 4  | Cina     |

|    | Squadra     | Pti | G | V | P | S | GF | GS | Diff |
| -- | ----------- | --- | - | - | - | - | -- | -- | ---- |
| 1. | Stati Uniti | 8   | 5 | 4 | 0 | 1 | 37 | 31 | +6   |
| 2. | Croazia     | 8   | 5 | 4 | 0 | 1 | 56 | 31 | +25  |
| 3. | Serbia      | 6   | 5 | 3 | 0 | 2 | 50 | 38 | +12  |
| 4. | Germania    | 4   | 5 | 2 | 0 | 3 | 33 | 44 | -11  |
| 5. | Italia      | 4   | 5 | 2 | 0 | 3 | 57 | 50 | +7   |
| 6. | Cina        | 0   | 5 | 0 | 0 | 5 | 25 | 64 | -39  |

#### Seconda fase
Quarti di finale
| Arbitri: | Tulga (TUR) Bock (GER) |

|          |           |                              |
| 2: Hinic | Marcatori | 2: Janovic, Ivovic, Gojkovic |

Finale 5º-6º posto
| Arbitri: | Chaney (USA) Kiszelly (HUN) |

|                  |           |               |
| 2: Buslje, Dogas | Marcatori | 4: Jav.Garcia |

## Pugilato
| Gara              | Atleta          | Sedicesimi                           | Ottavi                             | Quarti | Semifinali | Finale |
| ----------------- | --------------- | ------------------------------------ | ---------------------------------- | ------ | ---------- | ------ |
| Pesi mediomassimi | Marijo Šivolija | Satupaitea Farani Tavui (Samoa) RSCH | Dzhakhon Kurbanov (Tagikistan) 1-8 |        |            |        |
| Pesi supermassimi | Marko Tomasović |                                      | Roberto Cammarelle (Italia) 1-13   |        |            |        |

## Taekwondo
| Gara  | Atleta         | Tabellone principale                   | Tabellone principale                 | Tabellone principale          | Tabellone principale | Ripescaggi                                          | Ripescaggi                       |
| Gara  | Atleta         | Ottavi                                 | Quarti                               | Semifinali                    | Finale               | Semifinali                                          | Finale                           |
| ----- | -------------- | -------------------------------------- | ------------------------------------ | ----------------------------- | -------------------- | --------------------------------------------------- | -------------------------------- |
| 57 kg | Martina Zubčić | Bat-El Gatterer (Israele) 4-3          | Debora Nunez (Brasile) 3-2           | Azize Tanrikulu (Turchia) 3-5 |                      |                                                     | Su Li-Wen (Taipei cinese) 5-4    |
| 67 kg | Sandra Šarić   | Mary Antoinette Rivero (Filippine) 4-1 | Hwang Kyung-Seon (Corea del Sud) 1-3 |                               |                      | Sheikha Maitha Al-Maktoum (Emirati Arabi Uniti) 4-0 | Asunción Ocasio (Porto Rico) 5-1 |

## Tennis
| Gara               | Atleta      | Trentaduesimi                        | Sedicesimi                       | Ottavi | Quarti | Semifinali | Finale |
| ------------------ | ----------- | ------------------------------------ | -------------------------------- | ------ | ------ | ---------- | ------ |
| Singolare maschile | Marin Čilić | Juan Mónaco (Argentina) 6-4 65-7 6-3 | Fernando González (Cile) 4-6 2-6 |        |        |            |        |

## Tennis tavolo
| Gara              | Atleta         | Preliminari                                                   | Turno 1                                                                     | Turno 2                                                           | Turno 3                                                              | Turno 4                                                         | Quarti                                                      | Semifinali | Finale |
| ----------------- | -------------- | ------------------------------------------------------------- | --------------------------------------------------------------------------- | ----------------------------------------------------------------- | -------------------------------------------------------------------- | --------------------------------------------------------------- | ----------------------------------------------------------- | ---------- | ------ |
| Singolo maschile  | Zoran Primorac | bye                                                           | bye                                                                         | Robert Gardos (Austria) 4-2 (12-10, 11-8, 6-11, 11-5, 5-11, 11-9) | Michael Maze (Danimarca) 4-2 (11-8, 9-11, 12-10, 10-12, 11-7, 13-11) | Yang Zi (Singapore) 4-2 (11-7, 11-7, 4-11, 8-11, 11-7, 11-6)    | Jörgen Persson (Svezia) 1-4 (11-7, 6-11, 8-11, 12-14, 9-11) |            |        |
| Singolo maschile  | Tan Ruiwu      | bye                                                           | bye                                                                         | Kishikawa Seiya (Giappone) 4-1 (7-11, 11-9, 11-4, 11-4, 11-3)     | Gao Ning (Singapore) 4-0 (11-6, 14-12, 11-4, 11-7)                   | Li Ching (Hong Kong) 4-2 (9-11, 11-6, 10-12, 11-8, 13-11, 11-5) | Wang Liqin (Cina) 0-4 (7-11, 5-11, 8-11, 8-11)              |            |        |
| Singolo femminile | Andrea Bakula  | Yadira Silva Llorente (Messico) 4-0 (12-10, 11-8, 11-2, 11-8) | Huang I-Hwa (Taipei cinese) 1-4 (9-11, 6-11, 7-1, 11-9, 9-11)               |                                                                   |                                                                      |                                                                 |                                                             |            |        |
| Singolo femminile | Tamara Boroš   | bye                                                           | bye                                                                         | Nikoleta Stefanova (Italia) 4-1 (11-4, 11-6, 11-6, 8-11, 11-8)    | Li Jiawei (Singapore) 1-4 (8-11, 7-11, 11-7, 6-11, 5-11)             |                                                                 |                                                             |            |        |
| Singolo femminile | Sandra Paović  | bye                                                           | Lay Jian Fang (Australia) 4-3 (5-11, 11-9, 12-10, 10-12, 12-14, 11-4, 11-9) | Shen Yanfei (Spagna) 2-4 (8-11, 11-7, 9-11, 11-6, 11-13, 9-11)    |                                                                      |                                                                 |                                                             |            |        |

### Gara a squadre maschile
La squadra maschile era formata da Zoran Primorac, Tan Ruiwu e Andrej Gaćina.

#### Prima fase
| 13 agosto 2008 | Germania | 3 – 0 | Croazia |  |

| 14 agosto 2008 | Singapore | 1 – 3 | Croazia |  |

| 14 agosto 2008 | Croazia | 3 – 0 | Canada |  |

| Squadra   | P.ti | G | V | P | GV | GP |
| --------- | ---- | - | - | - | -- | -- |
| Germania  | 6    | 3 | 3 | 0 | 9  | 1  |
| Croazia   | 5    | 3 | 2 | 1 | 6  | 4  |
| Singapore | 4    | 3 | 1 | 2 | 5  | 6  |
| Canada    | 3    | 3 | 0 | 3 | 0  | 9  |

#### Seconda fase
Tabellone per il bronzo, quarti di finale
| 15 agosto 2008 | Croazia | 1 – 3 | Austria |  |

### Gara a squadre femminile
La squadra femminile era formata da Andrea Bakula, Tamara Boroš e Sandra Paović.

#### Prima fase
| Pechino 13 agosto 2008, ore 10:00 | Cina                        | 3 – 0 | Croazia | Peking University Gymnasium\| Arbitro: \| Marco Gomez, Leonor Demario \| |
| Arbitro:                          | Marco Gomez, Leonor Demario |       |         |                                                                          |

| Pechino 13 agosto 2008, ore 19:30 | Croazia                 | 0 – 3 | Austria | Peking University Gymnasium\| Arbitro: \| Luo Jing, Zhang Yingqiu \| |
| Arbitro:                          | Luo Jing, Zhang Yingqiu |       |         |                                                                      |

| Pechino 14 agosto 2008, ore 14:30 | Croazia            | 3 – 1 | Rep. Dominicana | Peking University Gymnasium\| Arbitro: \| Xu Ying, Zhao Ying \| |
| Arbitro:                          | Xu Ying, Zhao Ying |       |                 |                                                                 |

| Squadra         | P.ti | G | V | P | GV | GP |
| --------------- | ---- | - | - | - | -- | -- |
| Cina            | 6    | 3 | 3 | 0 | 9  | 0  |
| Austria         | 5    | 3 | 2 | 1 | 6  | 3  |
| Croazia         | 4    | 3 | 1 | 2 | 3  | 7  |
| Rep. Dominicana | 3    | 3 | 0 | 3 | 1  | 9  |

## Tiro
| Gara                         | Atleta          | Qualificazioni | Qualificazioni | Finale    | Finale       | Finale |
| Gara                         | Atleta          | Punteggio      | Pos.           | Punteggio | Punt. totale | Pos.   |
| ---------------------------- | --------------- | -------------- | -------------- | --------- | ------------ | ------ |
| Carabina 10 m aria compressa | Petar Gorša     | 588            | 37             |           |              |        |
| Carabina 50 m a terra        | Petar Gorša     | 583            | 49             |           |              |        |
| Carabina 50 m tre posizioni  | Petar Gorša     | 1148           | 44             |           |              |        |
| Trap                         | Josip Glasnović | 119(+3)        | 6              | 21        | 140(+2)      | 5      |

| Gara                         | Atleta                 | Qualificazioni | Qualificazioni | Finale    | Finale       | Finale |
| Gara                         | Atleta                 | Punteggio      | Pos.           | Punteggio | Punt. totale | Pos.   |
| ---------------------------- | ---------------------- | -------------- | -------------- | --------- | ------------ | ------ |
| Carabina 10 m aria compressa | Snježana Pejčić        | 399            | 3              | 101,9     | 500,9        | Bronzo |
| Carabina 10 m aria compressa | Suzana Cimbal Špirelja | 393            | 30             |           |              |        |
| Carabina 50 m tre posizioni  | Snježana Pejčić        | 576            | 26             |           |              |        |
| Carabina 50 m tre posizioni  | Suzana Cimbal Špirelja | 580            | 12             |           |              |        |

## Vela
| Windsurf maschile      | Luka Mratović                   | 29 | 32 | 34 | 33     | 34      | 34 | 30 | 23 | 32 | 29         |    |    |            |            |            |    | 265 | 32 |
| Laser maschile         | Luka Radelić                    | 26 | 15 | 7  | 21     | 1       | 21 | 3  | 16 | 17 | cancellata |    |    |            |            |            |    | 101 | 12 |
| Laser radial femminile | Mateja Petronijević             | 8  | 9  | 5  | 4      | 19      | 19 | 13 | 21 | 22 | cancellata |    |    |            |            |            |    | 98  | 11 |
| 470 maschile           | Šime Fantela Igor Marenić       | 18 | 6  | 9  | 30 OCS | 12      | 17 | 6  | 7  | 15 | 1          |    |    |            |            |            | 8  | 107 | 9  |
| Star                   | Marin Lovrović Siniša Mikuličić | 15 | 5  | 14 | 13     | 4       | 15 | 5  | 14 | 15 | 15         |    |    |            |            |            |    | 98  | 15 |
| Finn                   | Ivan Kljaković Gašpić           | 7  | 10 | 10 | 8      | 16      | 9  | 1  | 13 |    |            |    |    |            |            |            | 18 | 76  | 8  |
| 49er                   | Petar Cupać Pavle Kostov        | 14 | 16 | 16 | 18     | 20 /OCS | 11 | 9  | 19 | 18 | 10         | 17 | 10 | cancellate | cancellate | cancellate |    | 158 | 17 |